# 亳州南站
亳州南站位于中国安徽省亳州市谯城区十九里镇火神庙村，是京港高速铁路商合段的一座车站，站房中心里程为DK76+625，同时预留亳蚌城际铁路接入条件，由中国铁路上海局集团阜阳北直属站管辖，2019年12月1日随京港高速线商合段开通运营。

## 车站结构
亳州南站屋顶采用汉魏时期的四坡屋面元素，站房两端采用干挂石材幕墙，站房面积15000平方米，共设三层。候车大厅墙壁左侧挂有“亳”字的9种字体写法，右侧雕刻有张良、曹操、老子等9名亳州历史名人的画像。亳州南站站场位于既有京九铁路东侧，共有5个站台，其中三个站台为亳蚌城际预留站台，暂未启用，另外两个站台为京港高速场。
| 站房 二层 | 候车室   | 候车厅、军人候车区、重点旅客候车区、母婴室、检票口、进站天桥 |
| 站房 一层 | 售票区   | 售票处                                                       |
| 站房 一层 | 候车室   | 进站集散厅、VIP候车室、贵宾厅、旅客服务                      |
| 站台      | 侧式站台 | 侧式站台                                                     |
| 站台      | 1站台    | 亳蚌城际铁路预留（未启用）                                   |
| 站台      | 2站台    | 亳蚌城际铁路预留（未启用）                                   |
| 站台      | 岛式站台 |                                                              |
| 站台      | 3站台    | 亳蚌城际铁路预留（未启用）                                   |
| 站台      | 4站台    | 商杭客运专线 往杭州东方向（古城东站）                        |
| 站台      | 岛式站台 |                                                              |
| 站台      | 5站台    | 商杭客运专线 往杭州东方向（古城东站）                        |
| 站台      | 正线     | 商杭客运专线下行列车通过线                                   |
| 站台      | 正线     | 商杭客运专线上行列车通过线                                   |
| 站台      | 6站台    | 商杭客运专线 往商丘方向（芦庙站）                            |
| 站台      | 岛式站台 |                                                              |
| 站台      | 7站台    | 商杭客运专线 往商丘方向（芦庙站）                            |
| 站台      | 8站台    | 未启用                                                       |
| 站台      | 侧式站台 |                                                              |
| 地下 一层 | 地道     | 出站集散厅、出站通廊                                         |